# D/1918 W1 Schorr
D/1918 W1 Schorr è una cometa periodica appartenente alla famiglia delle comete gioviane. Dopo la sua scoperta fu osservata per soli 39 giorni : con un arco osservativo così limitato è probabile che l'orbita calcolata non sia esatta, questo fatto spiegherebbe il perché non sia stata più osservata da allora tanto da farla considerare una cometa perduta.